# Близька Іспанія

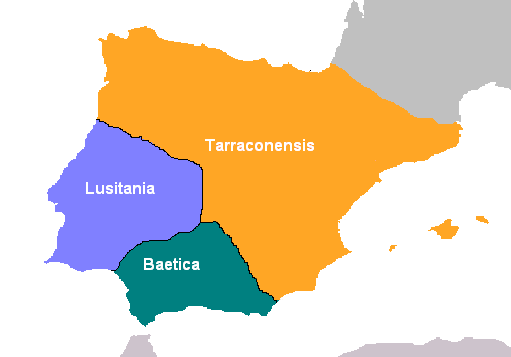
Іспанія після реформи Цезаря Августа в 27

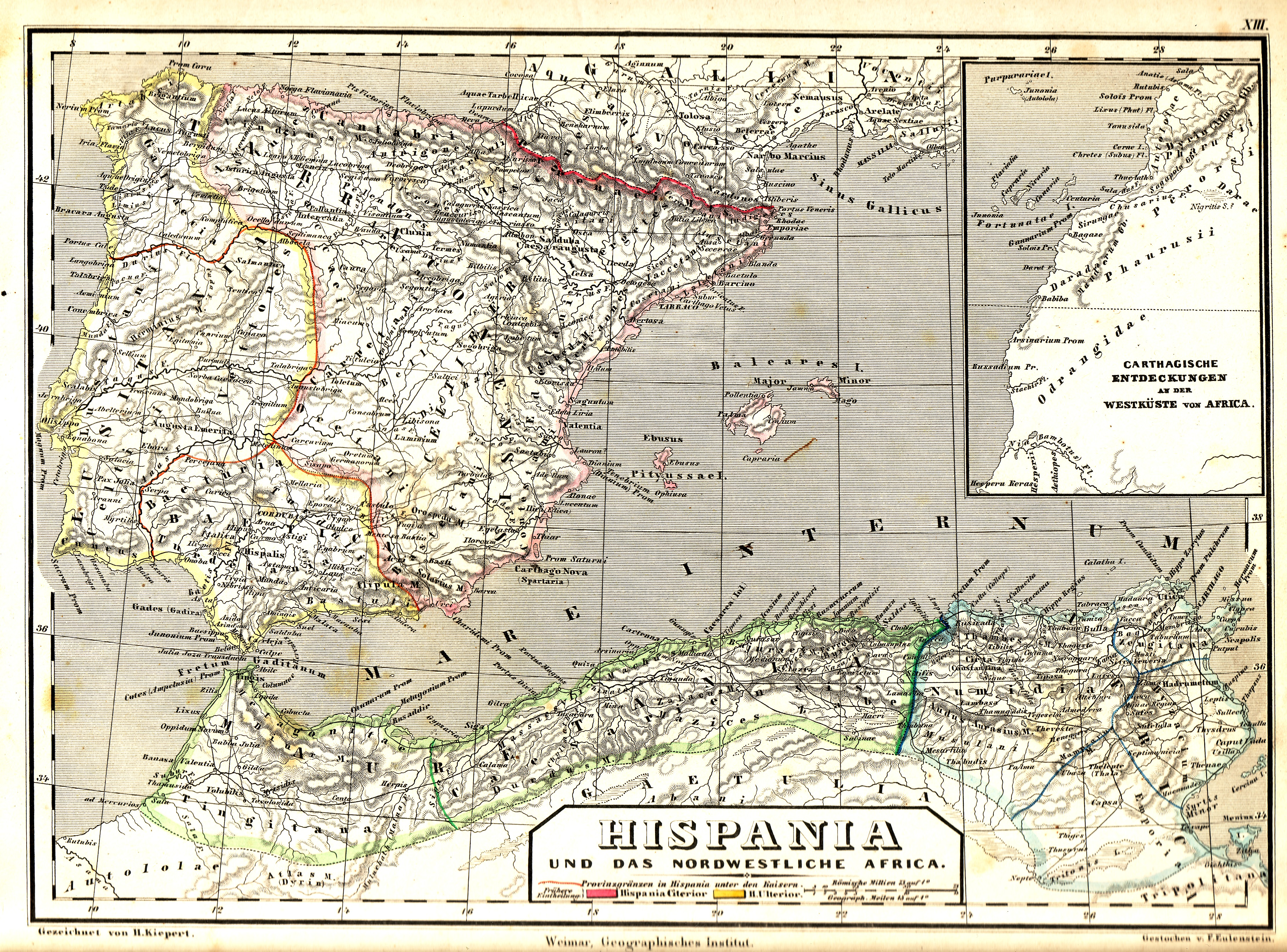
Далека Іспанія
Близька Іспанія

Далека і Близька Іспанії.

Підкорення Іспанії.

Близька Іспанія (лат. Hispania Citerior) — одна з двох створених у 197 до н. е. провінцій Римської республіки на  Піренейському півострові.
Розташована на північному сході сучасної Іспанії та в долині річки Ебро (лат. Iberus), за якою весь півострів отримав назву Іберійського. Столицею провінції було місто Таррако (Таррагона). Інщою провінцією була Далека Іспанія.
Пізніше у результаті реформ Августа після остаточного завоювання Піренейського півострова римлянами, провінція Близька Іспанія була об'єднана з  Галісією (лат. Gallaecia) — частиною провінції Далека Іспанія. Таким чином, виникла нова провінція Тарраконська Іспанія.